# Independent National Patriotic Front of Liberia

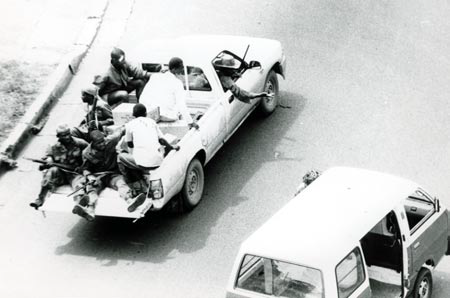
Rebellen der INPFL in Monrovia (1990)

Die Independent National Patriotic Front of Liberia (zu Deutsch etwa Unabhängige Nationale Patriotische Front von Liberia) war eine Rebellengruppe, die am Ersten Liberianischen Bürgerkrieg unter der Führung von Yormie Johnson teilnahm. Es war eine Splittergruppe der National Patriotic Front of Liberia (NPFL) unter Charles Taylor.
Die INPFL wurde Yormie Johnson nach einem internen Konflikt mit dem Anführer der NPFL, Charles Taylor, über seine Autorität als selbsternannter Kopf der National Patriotic Reconstruction Assembly Government (NPRAG), dessen Alternativregierung ihren Sitz in der Stadt Gbarnga in der Region Bong hatte.
Obwohl zunächst nur auf eine Truppenstärke von weniger als 500 Mann geschätzt, war die INPFL zu Anfang des Konfliktes eine wichtige Konfliktpartei, da sie eine Anzahl strategischer Punkte in der Hauptstadt Monrovia kontrollierte und den Aufmarsch der Truppen der Economic Community of West African States (ECOWAS), welche gekommen waren, um den liberianischen Waffenstillstand zu überwachen, bekannt als ECOWAS Monitoring Group (ECOMOG), unterstützte.
Im September 1990 nahmen INPFL-Truppen Präsident Samuel Doe fest, folterten und ermordeten ihn. Später rieb sich die INPFL in einem internen Machtkampf bei Streitigkeiten über das Niveau an Kooperation mit der Übergangsregierung, ECOMOG und der NPFL, selbst auf. Dies führte dazu, dass ihre Bedeutung im Jahre 1991 stark abnahm und die Organisation sich 1992 quasi selbst auflöste.